# Trần Bội Cơ
Trần Bội Cơ (1932 – 1950) quê tại huyện Tam Bình, tỉnh Vĩnh Long. Là một quân nhân trong Quân đội Nhân dân Việt Nam. Bà được Nhà nước Cộng hoà xã hội chủ nghĩa Việt Nam truy tặng danh hiệu Anh hùng Lực lượng vũ trang Nhân dân.

## Sự nghiệp
Năm 1947, học xong tiểu học, bà chuyển lên Chợ Lớn học trung học. Năm 1948, bà chuyển sang học tại trường Phước Kiến (nay là trường THCS Trần Bội Cơ). Bà bắt đầu hoạt động cách mạng từ năm 1949, tham gia phong trào đấu tranh chống đế quốc thực dân và đặc vụ Tưởng Giới Thạch.
Khi là học sinh lớp đệ tứ (nay là lớp 9) bà đã chỉ đạo cuộc đấu tranh của học sinh toàn trường, bãi khóa để đòi trả tự do cho 10 học sinh bị bắt
Ngày 6/5/1950 dưới sự điều động của bà và một số học sinh khác, đông đảo học sinh kéo vào trường mở một cuộc họp cấp tốc đòi mở cửa trường, mở lại ký túc xá cho học sinh đi học lại. Cảnh sát đã tiến hành đàn áp, đánh đập học sinh rất dã man, họ bắt hơn 100 học sinh của trường. Bà bị cảnh sát bắt giam và bị tra tấn dã man suốt 5 ngày đêm liền.
Ngày 12/5/1950 khi đã kiệt sức vì bị tra tấn bà đã hướng về các phòng giam của bè bạn hô lớn những lời sau cùng: "Các bạn, hãy đứng lên!" rồi mất ở tuổi 18. Nhân dân Sài Gòn - Chợ Lớn đã truyền cho nhau bài hát: "…Hãy đứng lên! Trần Bội Cơ.

## Khen thưởng
Để ghi nhớ những đóng góp của bà.  Chính phủ nước Việt Nam Dân Chủ Cộng Hoà đã công nhận Trần Bội Cơ là liệt sĩ vào ngày 9 tháng 7 năm 1950, Thủ tướng Chính phủ nước Cộng hoà xã hội chủ nghĩa Việt Nam Phạm Văn Đồng truy tặng Huân chương kháng chiến Hạng nhì cho Trần Bội Cơ, Chủ tịch nước Trần Đức Lương ký quyết định số 94KT/CTN ngày 22/3/2000 truy tặng danh hiệu "Anh Hùng Lực Lượng vũ trang Nhân dân" cho liệt sĩ Trần Bội Cơ.
Để vinh danh Trần Bội Cơ, Hội đồng nhân dân Thành phố Hồ Chí Minh đã lấy tên bà đặt cho Trường Trung học cơ sở Trần Bội Cơ tọa lạc ở 266, Hải Thượng Lãn Ông, Phường 14, Quận 5 Thành phố Hồ Chí Minh.